# 卢奇安·马里内斯库
卢奇安·马里内斯库（羅馬尼亞語：Lucian Marinescu，1972年6月24日—），罗马尼亚男子足球运动员，司职中场。他曾代表罗马尼亚国家队参加1998年国际足联世界杯，结果队伍止步十六强。